# 스바루
주식회사 스바루(일본어: 株式会社SUBARU)는 일본의 제조업체이다. 스바루 브랜드를 통한 자동차 생산으로 잘 알려져 있다. 과거 사명은 후지 중공업 주식회사(일본어: 富士重工業株式会社, FHI)였다. 원래 제너럴 모터스가 최대 주주였으나, 2005년 10월 토요타 자동차에 지분을 매각하여 현재는 토요타가 최대 주주이다.

## 역사

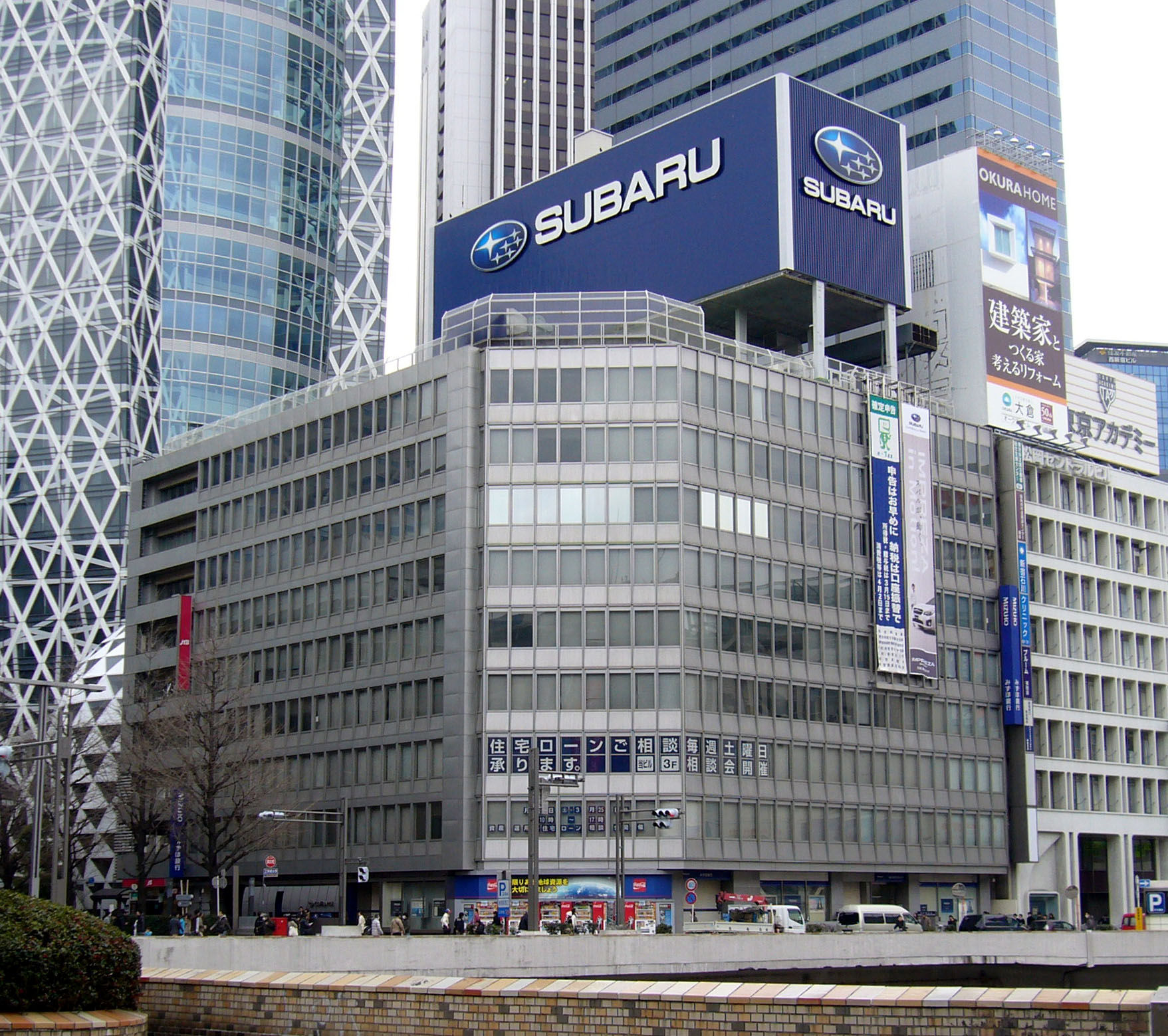
도쿄 신주쿠 후지중공업 본사

후지 중공업은 제2차 세계 대전 당시 일본제국에 항공기를 납품하던 나카지마 비행기 회사에서 시작됐다. 나카지마 비행기는 제2차세계대전 이후 일본의 군정기에 미군정에 의해 강제 해체됐다. 해체된 일부 사업은 후지 중공업으로 재편됐다.
후지 중공업은 1953년 7월 15일 후지 코교, 오미야 후지 코교, 우쓰노미야 샤로, 토쿄 후지 산요 5개 회사가 합병해 일본 최대의 운송 장비 제조업체가 됐다.

## 제품

### 버스 모델

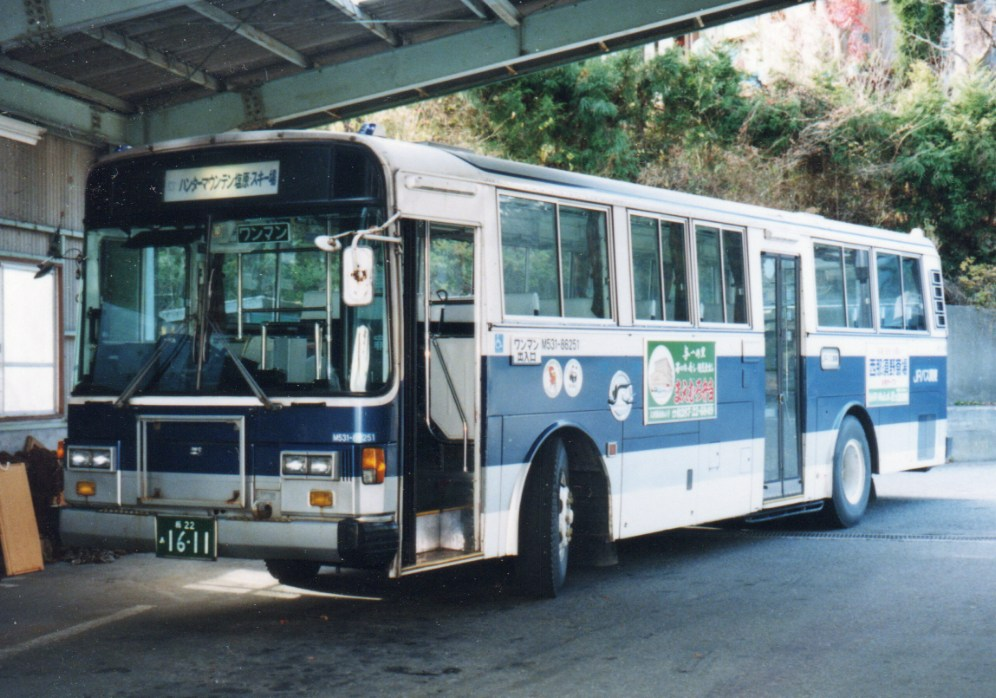
이스즈 큐빅 52 바디

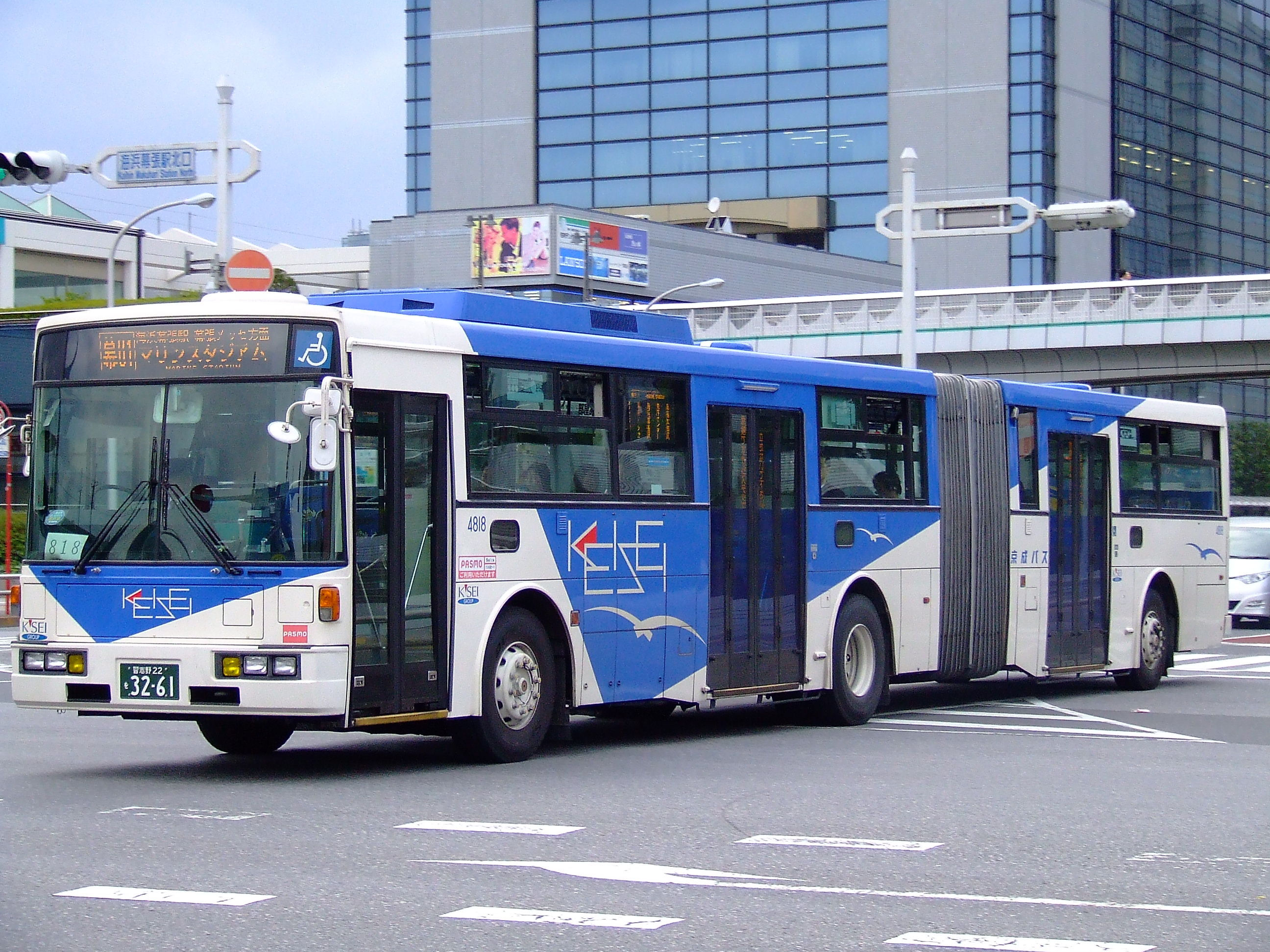
볼보 B10M 7E 바디 버스

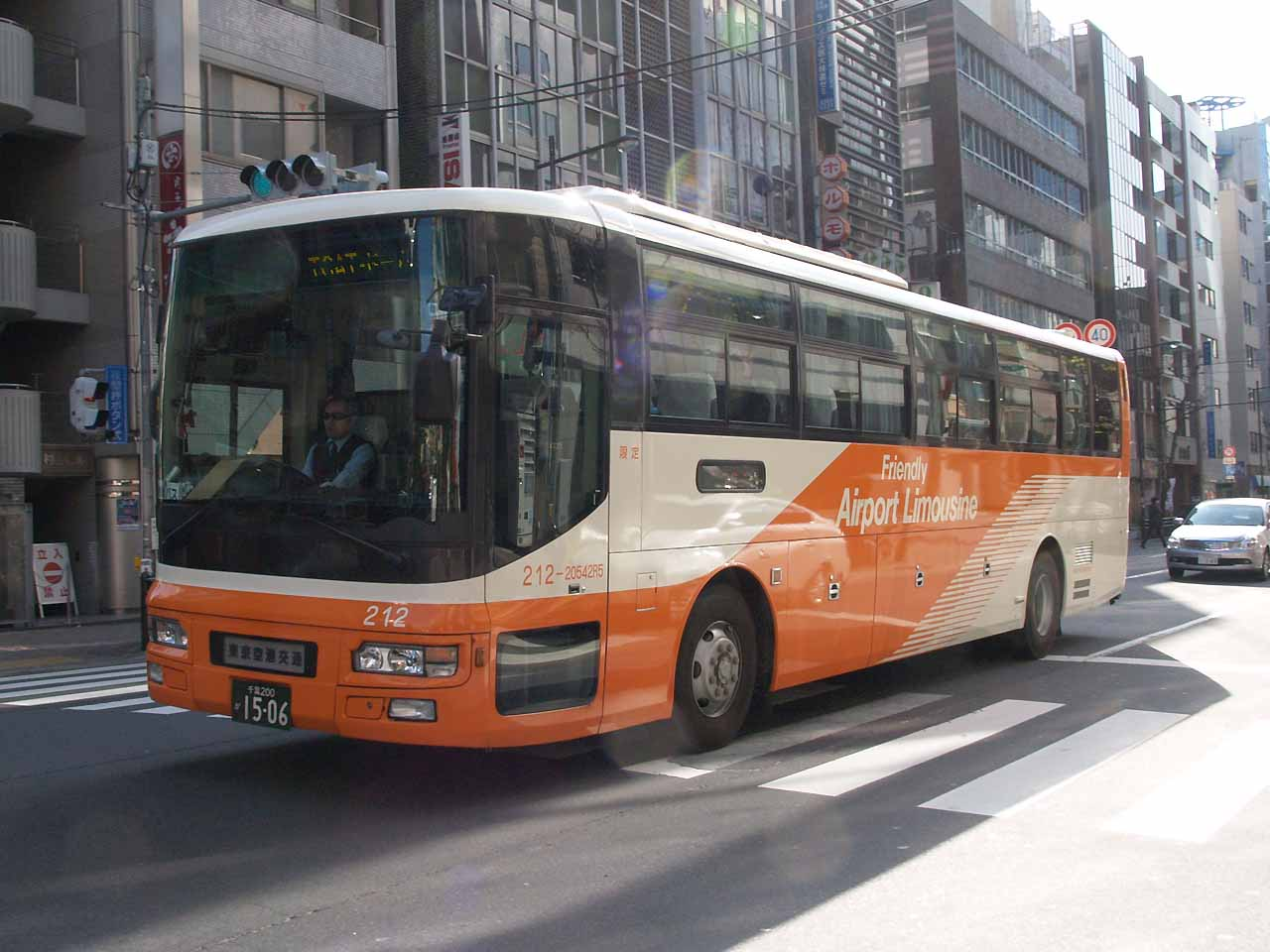
낫산 디젤 스페이스 애로 1M 바디

- R13
  - 13
  - 3A/3B/3D/3E
  - R1/R2
- R14
  - 14
  - 4B/4E
- R15
  - 5B/5E
  - R1/R2/R3
  - HD1/HD2/HD3
  - Double-decker
- R16
  - 6B/6E
  - H1
- R17
  - 7B/7E
  - 7HD
  - 7S
- R18
  - 8B/8E
- R21
  - 1M/1S

### 항공기
- Fuji FA-200 Aero Subaru (1965)
- Fuji/Rockwell Commander 700 (1975)
- Fuji KM-2 (1962)
- Fuji LM-1 Nikko (1955)
- Fuji T-1 (1958)
- Fuji T-3/KM-2 (1974)
- Fuji T-5/KM-2 Kai (1984)
- Fuji (Bell) UH-1H/UH-1J (1970s/1980s)
- Fuji T-7/T-3 Kai (1998)
- Fuji TACOM UAV.
- Fuji (Boeing) AH-64DJP Apache (2001)
- Subaru-Bell UH-X